# Mesochorus illustris
Mesochorus illustris là một loài tò vò trong họ Ichneumonidae.